# BOCCHI。
BOCCHI。（ぼっち。）は、日本の女性アイドルグループである。コンセプトは『BOCCHI。だから“ぼっち”じゃない』。ファンの愛称は、「おひとりさま。」。

## 概略
グラビアアイドルを多く擁する芸能事務所GDL Entertainmentから初のアイドルグループとして、福丸雛、大嶋みく、澄川れみ、池田ゆうな、雪野まゆき、亀山キラリ、牧野みなたの7名で結成された。デビュー日は2020年12月20日。
2022年にグループ初の全国ツアー「Endless TOUR 2022」を開催（開催場所は当時在籍メンバーの出身地7都市）、2024年には結成時の目標であったZepp単独公演開催（Zepp Shinzyukuにて）を達成、次の目標を「ROCK IN JAPAN FESTIVAL」に定め、日々活動している。

## メンバー
| 名前       | よみ          | 生年月日（年齢）       | 出身     | 身長  | 担当カラー | ファンネーム             | キャッチフレーズ                                |
| 大嶋みく   | おおしま みく | 2000年7月19日（25歳）  | 千葉県   | 145cm | 白         | みくち星人               | みっくみっく♪みっくみっく♪みんなのみっくみっく♪ |
| 澄川れみ   | すみかわ れみ | 1995年9月29日（29歳）  | 神奈川県 | 161cm | 水色       | ドれみファン♪            | 実物の方が100倍可愛いBOCCHI。のお姉さん！       |
| 牧野みなた | まきの みなた | 1998年8月28日（26歳）  | 山形県   | 158cm | 黄         | みなたりあんず           | よくござったなす！                              |
| 坂本梨奈   | さかもと りな | 1996年10月13日（28歳） | 神奈川県 | 160cm | 紫         | 坂ちゃん。坂本。賃さん。 | 家賃滞納中アイドル！()                          |
| 七瀬あおい | ななせ あおい | 2002年2月3日（23歳）   | 福岡県   | 157cm | 青         |                          | 5,6,ななせー！あおいー！                        |
| 天田ららい | あまた ららい | 2005年4月23日（20歳）  | 福岡県   | 163cm | ピンク     |                          | ちょっぴりセクシーな最年少！                    |
| 佐藤めい   | さとう めい   | 2001年10月19日（23歳） | 愛知県   | 158cm | 赤         | 鈴木さん                 | あざとかわいいベビーフェイス！                  |

## 卒業メンバー
| 名前       | よみ            | 生年月日               | 出身地   | 身長  | 担当カラー     | ファンネーム | キャッチフレーズ                                         |
| 池田ゆうな | いけだ ゆうな   | 1995年11月15日（29歳） | 神奈川県 | 153cm | オレンジ       | ゆうにゃんず | 絶対結婚しゆうな                                         |
| 亀山キラリ | かめやま きらり | 2003年6月19日（22歳）  | 埼玉県   | 153cm | 青             | ほしぐみ     | キ～ラキ～ラひかる～♪亀山キラリ♪                         |
| 福丸雛     | ふくまる ひいな | 3月3日                 | 宮崎県   | 150cm | 赤             | 雛祭り       | 灼熱のステージ使い、みんな大好き雛祭り                   |
| 雪野まゆき | ゆきの まゆき   | 2003年3月6日（22歳）   | 北海道   | 158cm | ピンク         | ゆきんこ     | みんなの妹、小悪～まゆきち                               |
| 冨十みと   | とみと みと     | 5月4日                 | 沖縄県   | 162cm | ミントグリーン | みとんちゅ。 | 上から読んでも、とみとみと！下から読んでも、とみとみと！ |

## 年譜

### 2020年
- 11月6日、メンバー発表の告知を開始[7]。
- 11月10日-11月13日、メンバー7人を発表。10日に牧野みなた・亀山キラリ・雪野まゆき、11日に澄川れみ、12日に池田ゆうな・大嶋みく、13日に福丸雛が順次発表された[4][5]。
- 11月13日、グループ名「BOCCHI。」と、コンセプト「～ BOCCHI。だから “ぼっち”じゃない ～」を発表[8]。
- 12月20日、BATUR TOKYO（バトゥール東京）にてデビューライブを開催[9]。ファン愛称を「おひとりさま。」と発表[2]。
- 12月20日、デビューシングル「宣戦布告」「絶対空間」「翔～カケル～」「Finally」4曲同時配信開始[10]。

### 2021年
- 1月25日、スマホゲーム・ロードモバイル グラビアアイドルコンビ対抗戦に澄川れみ、池田ゆうなが参加し、優勝[11]。優勝特典として、ロードモバイルの広告モデルになり、同年4月12日～4月18日まで新宿駅南口構内デジタル広告48面をジャック[12]。

- 2月17日、1stミニアルバム「お世話になりますBOCCHI。です。」（「宣戦布告」「絶対空間」「翔～カケル～」「Finally」の4曲収録）をリリース[13]。
- 4月19日、雑誌『サイゾー4・5合併号』掲載[14]。
- 4月23日、バズリズム02出演（日本テレビ）- ルーレッ撮るLIVE ゲスト[15]
- 4月28日、週刊ヤングジャンプのサキドルエースSURVIVAL∼SEASON11∼ 21×21 -TO×TO- のLINE LIVE部門において、福丸雛が1位を獲得[16]。
- 7月6日、ミスマガジン2021ベスト16に大嶋みく、亀山キラリが選出[17]。
- 7月7日、CDシングル『LINK／B.BABY!!』、『夏初月～Natsuhazuki～／君は魔法』、2枚同時リリース[18]。
- 8月2日、『夏初月〜Natsuhazuki〜』がテレビ朝日『じゅん散歩』8・9月エンディングテーマに決定[19]。
- 8月13日、ミスヤングチャンピオングランプリに池田ゆうなが決定[20]。

### 2022年
- 2月24日、「BOCCHI。」公式ツイッター上にて、池田ゆうな、亀山キラリの卒業公演が同年3月19日にバトゥール東京で行われることが発表された。
- 4月29日、冨十みと、坂本梨奈が新メンバーとして加入。
- 8月7日、TOKYO IDOL FESTIVAL2022に出演[21]。
- 8月27日・28日、@JAM EXPO2022に出演[22][23]。
- 10月1日 - 12月20日、初の全国ツアー2022「Endless TOUR 2022」を開催。

### 2023年
- 4月23日、TOKYO GRAVURE IDOL FESTIVALとの連動企画「春のTGIF 週プレ賞 2023」に、グループを代表して牧野みなた、雪野まゆきが参加[24]。
- 12月4日、「BOCCHI。」公式ツイッター上にて、福丸雛の卒業が発表された[25]。

### 2024年
- 6月28日、「BOCCHI。」公式ツイッター上にて、新メンバー七瀬あおいの加入が発表された[26]。
- 9月18日、「雪野まゆき卒業式」が渋谷DAIAにて行われた[27][28]。
- 12月27日、天田ららい、佐藤めいが新メンバーとして加入[29]。

### 2025年
- 4月26日、Veats SHIBUYAにてワンマンライブ『盛り上がりが足りないYO‼~春のどんちゃん騒ぎ!!!~』を開催  [30][31]。
- 4月30日、冨十みとが秋葉原ZESTでの卒業ライブ[32]をもって卒業（卒業発表は2025年3月26日[33]）。

## 作品

### CDシングル
- LINK/B.BABY!!（2021年7月7日、SEVENTEEN RECORDS）※2枚同時リリースだが1stシングルという扱い。
- 夏初月～Natsuhazuki～/君は魔法（2021年7月7日、SEVENTEEN RECORDS）※2枚同時リリースだが2ndシングルという扱い。
  - 夏初月〜Natsuhazuki〜：※テレビ朝日「じゅん散歩」8・9月エンディングテーマ
- 君となら。/クリぼっちじゃないもんね!（2022年3月2日、SEVENTEEN RECORDS）※2枚同時リリースだが3rdシングルという扱い。
- 冬初月～Fuyuhazuki～/生きてくことは変わってくこと!（2022年3月2日、SEVENTEEN RECORDS）※2枚同時リリースだが4thシングルという扱い。

### CDアルバム
- お世話になりますBOCCHI。です。（2021年2月17日、SEVENTEEN RECORDS）詳細
  1. 宣戦布告
  2. 絶対空間
  3. 翔～カケル～
  4. Finally

- 生きてくことは変わってくこと!（2022年3月2日、SEVENTEEN RECORDS）詳細
  1. SE1
  2. 宣戦布告
  3. 絶対空間
  4. 君は魔法
  5. 君となら。
  6. SE2
  7. 翔～カケル～
  8. LINK
  9. クリぼっちじゃないもんね!
  10. 夏初月～Natsuhazuki～
  11. SE3
  12. 冬初月～Fuyuhazuki～
  13. 生きてくことは変わってくこと!
  14. B.BABY!!
  15. Finally

- 七転八倒ナナコロビ（2023年10月18日、SEVENTEEN RECORDS）詳細
  1. 盛り上がりが足りないYO!!
  2. 未完成モノローグ
  3. 君をもっと！
  4. ゼンブアゲル
  5. Endless
  6. ここにあるよ
  7. 夢夢夢無限大
  8. Fighting IDOL！
  9. WE ARE BOCCHI
  10. ななころびシンドローム

- 生きてこくとは変わってくこと！ (Re:recording 2023)（2023年10月18日、SEVENTEEN RECORDS）詳細
  1. 宣戦布告
  2. 絶対空間
  3. 翔～カケル～
  4. Finally
  5. LINK
  6. B.BABY!!
  7. 夏初月～Natsuhazuki～
  8. 君は魔法
  9. 君となら。
  10. クリぼっちじゃないもんね!
  11. 冬初月～Fuyuhazuki～
  12. 生きてくことは変わってくこと!

## ツアー
| タイトル          | 日程                   | 公演会場 |
| ----------------- | ---------------------- | --- |
| Endless TOUR 2022 | 2022年10月1日-12月20日 | 全国7ヶ所7公演（※全て単独公演） メンバーの出身地を巡るツアー - 10月1日 千葉 flagship FUNABASHI - 10月10日 沖縄 Cyber-box - 10月30日 宮崎 FLOOR & floor R - 11月4日 神奈川 新横浜LIT - 11月20日 北海道 SOUND CRUE - 11月4日 山形 Music showa SESSION - 12月20日 東京 代官山UNIT |

## 出演

### ウェブテレビ
- 矢口真里の火曜The NIGHT（2021年7月7日[34]、ABEMA）- 大嶋、亀山のみ出演

### テレビ
- アイドル鬼ごっこ2023！～わたし、本気出してもいいですか～（2023年4月21日、GAORA SPORTS）[35][36]- 福丸と大嶋が鬼ごっこに参加、ライブでは2023年3月時点でのメンバー全員が出演

### Twitter
- BOCCHI。公式ツイッター (@BOCCHI_GDL) - X（旧Twitter）
  - 大嶋みく (@oshima__miku) - X（旧Twitter）
  - 澄川れみ (@remichan929) - X（旧Twitter）
  - 牧野みなた (@ookimenonasu) - X（旧Twitter）
  - 坂本梨奈 (@sakamotia34) - X（旧Twitter）
  - 七瀬あおい (@aoi_anyon) - X（旧Twitter）
  - 天田ららい (@raraix_x) - X（旧Twitter）
  - 佐藤めい (@sato_mei_chan) - X（旧Twitter）
- 旧メンバー
  - 池田ゆうな (@yuuna_ikeda) - X（旧Twitter）
  - 亀山キラリ (@kirari_kameyama) - X（旧Twitter）
  - 福丸雛 (@pom_pom933) - X（旧Twitter）
  - 雪野まゆき (@_Mayuki_Yukino) - X（旧Twitter）
  - 冨十みと (@mitomi0504) - X（旧Twitter）